# HMS Excellent (établissement terrestre)
Le HMS Excellent est un établissement terrestre de formation de la Royal Navy, situé à Whale Island, près de Portsmouth en Angleterre. C'est un établissement de la Maritime Warfare School  avec un quartier général au HMS Collingwood. Un certain nombre d'unités hébergées résident sur le site, dont la principale est le quartier général du Fleet Commander (Navy Command Quarter).
La Maritime Warfare School est un établissement de formation fédéré comprenant :
- Le HMS Collingwood,
- La Defence Diving School (en),
- La Royal Navy Physical Training School [2],
- La School of Hydrography and Meteorology de Plymouth [3],
- La Royal Marines School of Music de la base navale de Portsmouth.

## Historique

### L'école d'artillerie de la Royal Navy à flot (RN Gunnery School afloat)
Dans le 1829, le commandant George Smith a préconisé la création d'une école navale d'artillerie ; en conséquence, l'année suivante, le navire de ligne de Troisième rang HMS Excellent (1787) (en) a été converti en navire-école et amarré juste au nord du chantier naval de Portsmouth, en face de Fareham Creek. Il a  aussi servi comme plate-forme pour le tir expérimental de nouvelles armes. En 1832, Smith fut remplacé aux commandes par le capitaine Thomas Hastings, sous qui l'école grandit à la fois en nombre et en réputation, alors que des artilleurs entraînés commençaient à prouver leur efficacité dans des situations de combat. En 1834, l'Excellent d'origine a été remplacé par le Deuxième rang HMS Boyne (1810) (en) qui a été dûment rebaptisé Excellent.

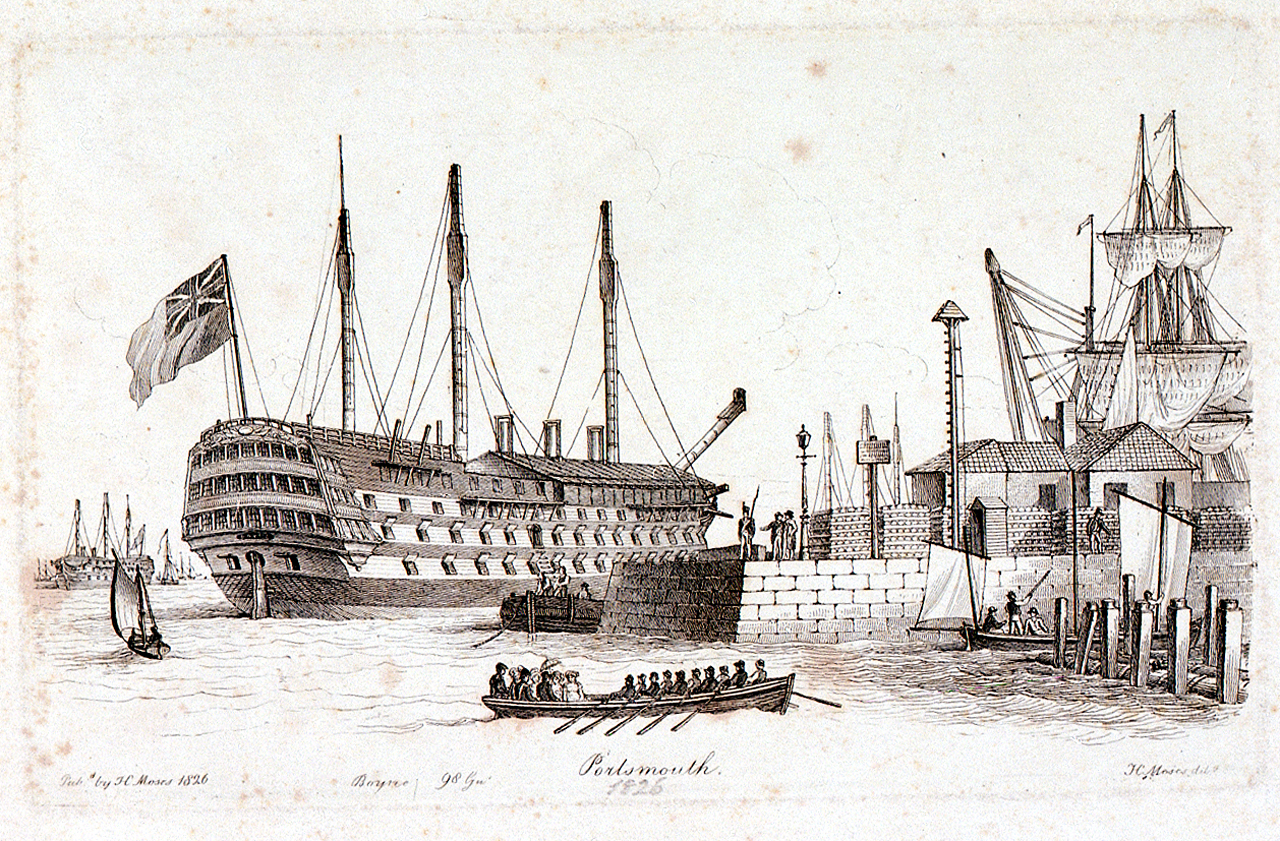
Gravure du HMS Boyne

En 1845, le capitaine Henry Ducie Chads prit le commandement d'Excellent en succession de Hastings. Il resta en poste jusqu'en 1854, date à laquelle l'Amirauté avait acheté « Whaley Island » (qui à l'époque n'était guère plus qu'un banc de sable). Il a d'abord été remplacé par le capitaine Thomas Maitland, puis, en 1857, par Richard Hewlett. En décembre 1859, le Premier rang HMS Queen Charlotte (1810) a repris le rôle de navire-école d'artillerie et a également été renommé Excellent.
En 1863, Hewlett fut remplacé par le capitaine Astley Cooper Key, qui fut à son tour remplacé par le capitaine Arthur Hood environ trois ans plus tard. À cette époque, un champ de tir avait été établi sur l'île pour l'utilisation du HMS Excellent et le premier bâtiment y est apparu, le terrain ayant été quelque peu drainé et nivelé. Sous la direction de Hood, une section de torpilles a été créée au sein de l'école ; supervisé par le commandant Jacky Fisher, il devint un établissement distinct, sous le nom de HMS Vernon (shore establishment) (en), en 1876.

### L'école d'artillerie de la Royal Navy à terre (RN Gunnery School ashore)
C'est sous le commandement de Fisher, dans les années 1880, que l'autorisation fut donnée de déplacer l'école d'artillerie à terre, sur Whale Island. La taille de l'île avait considérablement augmenté depuis les années 1850 : en effet, jusqu'au début des années 1890, les déblais excavés de l'expansion du chantier naval y étaient régulièrement transportés, à l'aide de main-d'œuvre forçat, pour construire l'île. Scott est revenu à Excellent en tant qu'instructeur en 1883 et en a profité pour soumettre une proposition détaillée à Fisher qui a été acceptée.

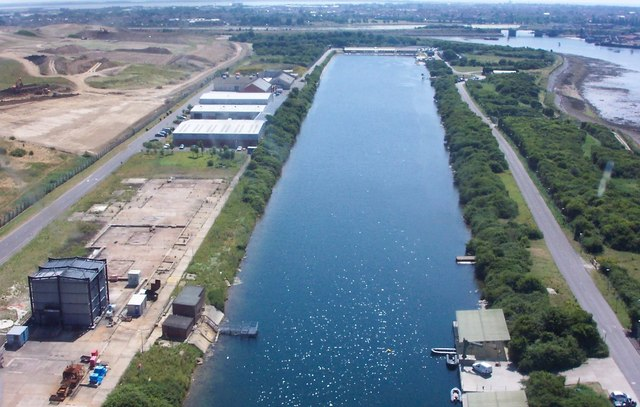
Bassin d'essai à torpille

Les premiers bâtiments de l'établissement à terre ont été commencés en 1885 (y compris ce qui est maintenant connu sous le nom de Quarterdeck Block) et les travaux de construction se sont ensuite poursuivis parallèlement aux tâches de drainage et de nivellement du terrain. En 1891, toute l'opération avait déménagé à terre et le vieux navire avait été désarmé. Centré sur un grand terrain d'exercice ouvert, le site comprend le mess des officiers dans une rangée au nord avec des rangées de blocs de caserne pour les classements (démolis et reconstruits vers 2010) disposés derrière. À l'ouest, en face du Quarterdeck, se trouvaient des hangars de batterie d'armes d'épaule ; le long hangar de forage bas au sud est un bâtiment classé (1892). L'entraînement au tir a eu lieu sur les batteries et toutes les différentes variétés d'armes à feu ont été conservées sur place pour des instructions sur leur entretien et leur fonctionnement. La section expérimentale anti-aérienne du département des inventions de munitions était basée ici à partir de septembre 1916, sous Archibald Vivian Hill. Plus tard, des tourelles factices grandeur nature ont été fournies à des fins d'entraînement. Des entraînements en mer ont également eu lieu jusqu'en 1957 sur une série de cuirassés, croiseurs et destroyers attachés à l'installation. À partir de la fin des années 1950, une formation sur les missiles guidés a également été dispensée.
Le Portsmouth Field Gun Crew, participant à la compétition de canons de campagne de la Royal Navy lors du Royal Tournament (en), était autrefois basé sur le site. Un petit musée dans le bloc Quarterdeck conserve des artefacts de l'époque d'Excellent en tant qu'école d'artillerie ; parmi eux se trouve le chariot de canon d'État qui est tiré par des cotes navales lors des funérailles d'État des monarques et d'autres citoyens britanniques distingués.

### Déclassement et remise en service

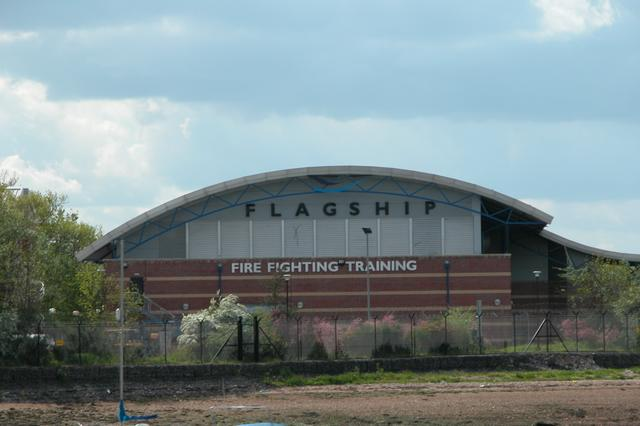
L'unité de formation à la lutte contre les incendies de la Royal Navy est basée à la pointe nord de Whale Island depuis les années 1990

L'école d'artillerie a fermé ses portes en 1985, après quoi le HMS Excellent a été mis hors service. Le site est ensuite devenu une partie du HMS Nelson.
L'établissement a été remis en service sous le nom de HMS Excellent en 1994 à la suite de la fermeture de l'ancien HMS Phoenix dans les îles voisines de Tipner (en) et Horsea Island (en), et du déménagement de l'école de lutte contre les incendies et de contrôle des dommages de là vers Whale Island.

## Éléments du site

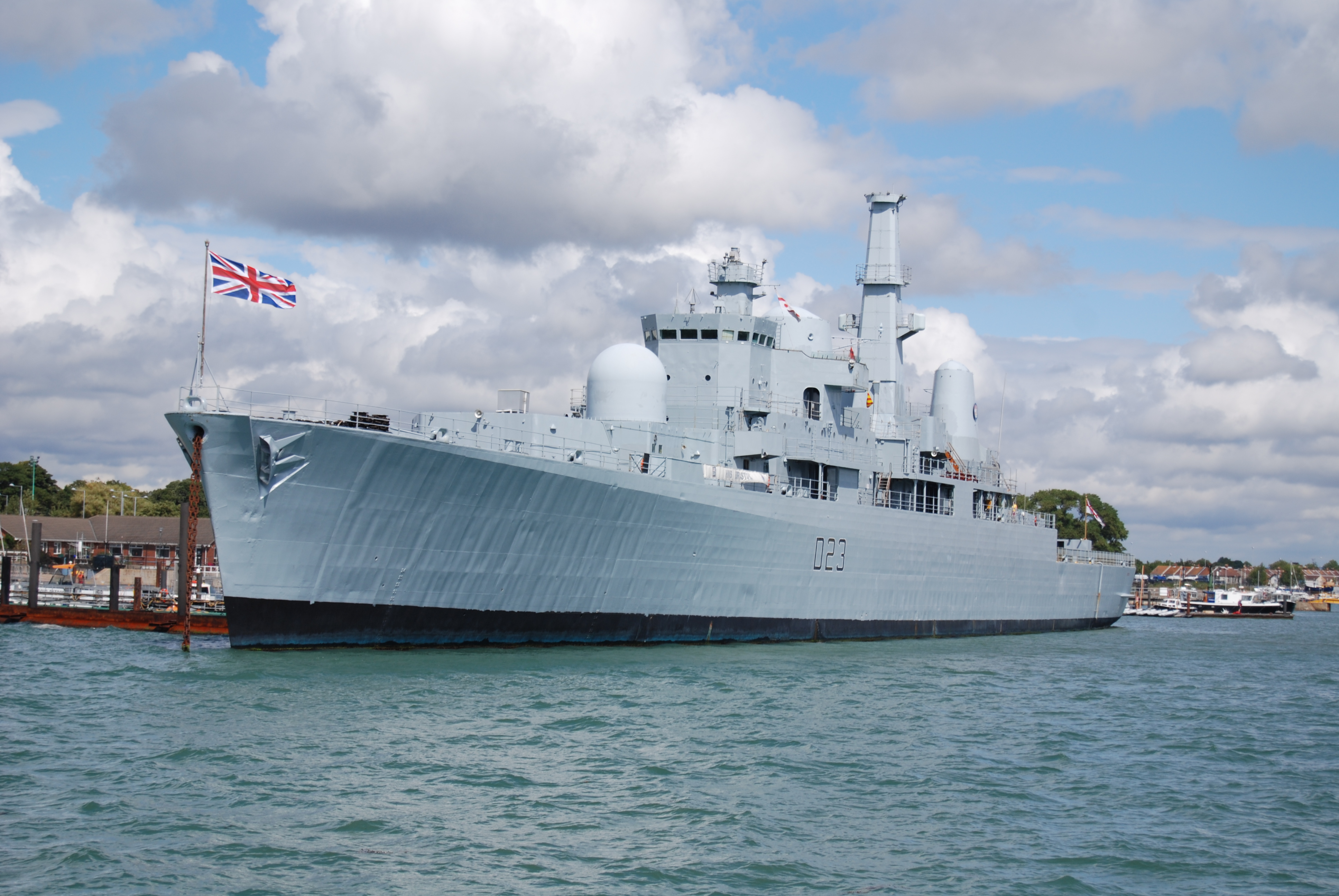
HMS Bristol aux côtés de Whale Island

Les éléments du Maritime Warfare School sur le site sont :
- MWS Phoenix (Ecole de défense nucléaire, biologique et chimique, de contrôle des dommages et de lutte contre les incendies)
- Centre de formation militaire navale du sud-est
- Section des bateaux de l'école de plongée de la Défense

Le HMS Excellent fournit également un soutien administratif et infrastructurel aux éléments du Maritime Warfare School du Defence Diving School (École de plongée de la Défense), à Horsea Island, et aux champs de tir d'armes légères de Tipner.

## Unités hébergées
Les unités hébergées sont :
- Quartier général du commandement de la marine - Commandant de la flotte
- Quartier général de l'état-major de combat maritime britannique
- Unité photographique régionale de la flotte (région du sud-est)
- DASA (Navy Branch) : Defence Analytical Services and Advice est une division du MOD chargée de fournir un soutien statistique et analytique aux publications statistiques de la Marine produites par DASA Navy

## Cadets
Le HMS Excellent abrite un certain nombre d'unités de cadets de la Royal Navy :
- Volunteer Cadet Corps (en)[9]
  - Corps de cadets volontaires des Royal Marines de la division de Portsmouth[10]
  - HMS Excellent Royal Naval Volunteer Cadet Corps [11]
- Corps de cadets de la marine TS Alamein [12]
- Centre national d'instruction du Corps des cadets de la Marine